# Juan Arzeo
Juan Arzeo (ca. 1795 - Manilla, ca. 1865) was een Filipijns kunstschilder.
Juan Arzeo was een van de eerste schilders in de Filipijnen die werkte met olieverf. Hij woonde in Fernando de Dilao (nu Paco) in Manilla en schilderde met name grote doeken voor kerken en kloosters. Zijn werk was religieus van thema. Hij maakte onder andere portretten van heiligen zoals 'San Antonio de Baylon' (1836) en 'Mary Magdalene' of kerkleiders zoals 'Archbishop Fray Juan Zulaybay' en 'Fr. Manuel Blanco'.

## Bron
- Carlos Quirino, Who's who in Philippine history, Tahanan Books, Manilla (1995)

- International Standard Name Identifier: 0000 0003 8970 097X
- Nederlandse Thesaurus van Auteursnamen: 284816213
- Virtual International Authority File: 283169821